# Jeníček a Mařenka: Lovci čarodějnic
Americko - německý film Jeníček a Mařenka: Lovci čarodějnic (Hansel and Gretel: Witch Hunters) byl natočen režisérem Tommym Wirkolou. Jedná se příběh už dospělých postav z příběhu o Perníkové chaloupce, kdy se Jeníček a Mařenka vydávají v dospělosti na zabíjení zlých čarodějnic.

## Děj
Jeníček a Mařenka v dětství zlikvidovali zlou Ježibabu. Od té doby uplynulo 30 let, stali se z nich celebrity, jsou vyzbrojeni speciálními zbraněmi a živí se lovem čarodějnic. Když v Augsburgu začnou mizet děti a Jeníček s Mařenkou jsou najmuti aby je našli, zjistí však, že stojí před nelehkým úkolem. Tím je sabat čarodějnic.

## Hlavní role
- Jeremy Renner - Jeníček
- Gemma Arterton - Mařenka
- Famke Janssen - čarodějnice Muriel
- Peter Stormare - šerif
- Pihla Viitala - Mina

## Recenze
- Jeníček a Mařenka: Lovci čarodějnic – 90% na Film CZ -
- Jeníček a Mařenka: Lovci čarodějnic na Alenčin blog